# Gnuer
|  | For det frie Unix-lignende styresystem, se GNU. |
Gnuer (slægten Connochaetes) er hovdyr beslægtet med antiloper og andre skedehornede pattedyr. De har en tyk kort hals og et smalt hoved. Begge køn har horn, der er svunget indad – hunnens er mindre end hannens. Gnuer lever i flokke (typisk har en flok på 150 dyr kun én han) på flade, åbne afrikanske sletter (savanner) og kan tilbagelægge op til 50 km om dagen. En gnu kan blive 18-20 år og vejer som voksen 140-290 kg. Gnuen lever  på savannen i det syd- og østlige  Afrika. 

## Arter
Der findes to arter i slægten Connochaetes:
- Connochaetes gnou (Hvidhalet gnu)
- Connochaetes taurinus (Oksegnu)

## Galleri
- En græssende gnu
- Gnuer passerer Mara River